# Majetek
Majetek (od „míti“, přechodník „maje“) je to, co člověk nebo instituce má čili vlastní. Majetek je souhrn veškerých statků, se kterými daný vlastník (fyzická nebo právnická osoba) může volně nakládat a kterými také ručí za své případné závazky. Majetek tvoří fyzické (hmotné) nebo duševní (nehmotné) statky vlastněné určitou konkrétní osobou, firmou nebo institucí, s nimiž může skutečný vlastník volně nakládat.

## Právní vymezení majetku
České právo dříve výslovnou definici majetku neobsahovalo. Znalo nicméně zvláštní kategorii obchodního majetku, což byl majetek patřící podnikateli – fyzické osobě (věci, pohledávky a jiná práva a penězi ocenitelné hodnoty, např. například právo obchodního tajemství nebo právo obchodní firmy), který sloužil nebo byl určen k jeho podnikání, nikoli jeho osobním potřebám. U podnikající právnické osoby šlo naopak vždy o její veškerý majetek. Čistý obchodní majetek pak byl obchodní majetek po odečtení závazků vzniklých podnikateli při podnikání.
Od roku 2014 je právní definice majetku pro všechny osoby, podnikající i nepodnikatele, stanovena v § 495 občanského zákoníku, podle nějž je majetkem souhrn všeho, co dané osobě patří. Jde tedy o souhrn aktiv. Kdyby se k němu připočetly i dluhy dané osoby, šlo by už o jmění. Majetek je pak třeba chápat šířeji, patří do něj všechny majetkové hodnoty, které jsou dané osobě přičitatelné. Nejde tedy jen o absolutní majetková práva, ale také o oprávnění vyplývající z relativních, zejména závazkových právních poměrů (pohledávky). Do majetku tak patří všechny věci v právním smyslu, naopak nespadají do něj osobnostní statky člověka nebo ty nehmotné statky, které jsou předmětem osobnostních práv.

## Účetní třídění majetku
Z účetního hlediska se majetek dělí na:
- dlouhodobý
  - hmotný
  - nehmotný
  - finanční
- oběžný
  - zásoby
  - pohledávky
  - peněžní prostředky

## Dlouhodobý majetek
Hmotný majetek se podle povahy dělí na:
- nemovitý (latinsky immobilis, slovensky „nehnutelný“), svázaný s půdou, jako pozemky, budovy a vlastněné prostory;
- movitý (lat. mobilis), kam patří fyzické předměty, jako jsou výrobní stroje, automobily, zařízení nebo materiál.

Nehmotný majetek tvoří
- patentované technologické postupy (tzv. know-how) nebo
- duševní vlastnictví chráněné autorským zákonem (autorská práva)
- software, licence aj.

Finanční majetek tvoří
- peníze,
- cenné papíry
- a podobná aktiva.

### Dlouhodobý hmotný majetek
Do dlouhodobého majetku patří například:
- budovy, stavby a pozemky a to bez ohledu na jejich ocenění
- pěstitelské celky trvalých porostů s dobou plodnosti delší než 3 roky (ovocné sady, vinice, chmelnice)
- základní stádo a tažná zvířata (skot, prasata, ovce, tažní koně, dostihoví koně, kozy, husy)
- samostatné movité věci a soubory movitých věcí

Ocenění větší než 80 000 Kč, doba použitelnosti větší než 1 rok.

#### Dlouhodobý drobný hmotný majetek
- jsou movité věci
- ocenění je menší nebo rovno 80 000 Kč, doba použitelnosti je větší než 1 rok
- stejně jako u nehmotného majetku si může podnikatel hranici pro ocenění stanovit sám

### Dlouhodobý nehmotný majetek
Dlouhodobý nehmotný majetek je majetek nehmotné povahy a ocenění vyšší než 60 000 Kč (podle zákona o dani z příjmu), účetní jednotka si může cenu stanovit podle svého.
Dlouhodobý drobný nehmotný majetek
- majetek nehmotné povahy
- ocenění je menší nebo rovno 60 000 Kč, doba použitelnosti je větší než 1 rok
- podnikatel si může hranici pro ocenění stanovit sám

### Dlouhodobý finanční majetek
- majetek dlouhodobé povahy, který podnik nakupuje za účelem obchodování nebo dlouhodobé uložení peněz za účelem výnosu.
- dlouhodobé cenné papíry a vklady (akcie, obligace), půjčky poskytnuté jiným společníkům